# Barry Sheerman
Barry John Sheerman, född 17 augusti 1940 i Sunbury-on-Thames i Middlesex, är en brittisk politiker (Labour/Co-operative). Han är ledamot av underhuset för Huddersfield sedan 1979.
Innan han blev parlamentsledamot undervisade Sheerman vid University of Wales, Swansea.